# Wilcha
Wilcha (ukr. Вільха) – wieś na Ukrainie, w obwodzie żytomierskim, w rejonie romanowskim.